# Ikarias flygplats
Ikarias flygplats är en flygplats i Grekland.   Den ligger i prefekturen Nomós Sámou och regionen Nordegeiska öarna, i den östra delen av landet, 230 km öster om huvudstaden Aten. Ikarias flygplats ligger 30 meter över havet. Den ligger på ön Nísos Ikaría.